# تاديوس بوروسيا كوموروفسكي
تاديوس بوروسيا كوموروفسكي (بالبولندية: Tadeusz Komorowski)‏ ( 1895م – 1966م) هو رياضي، ضابط، سياسي، و فارس من بولندا ولد في لفيف.

## روابط خارجية
- تاديوس بوروسيا كوموروفسكي على موقع الموسوعة البريطانية (الإنجليزية)
- تاديوس بوروسيا كوموروفسكي على موقع مونزينجر (الألمانية)
- تاديوس بوروسيا كوموروفسكي على موقع أوليمبيديا (الإنجليزية)
- تاديوس بوروسيا كوموروفسكي على موقع اللجنة الأولمبية البولندية (مؤرشف) (البولندية)